# Estufa Fria
De Estufa Fria is een tuin in een kas gelegen in het Parque Eduardo VII in Lissabon, Portugal. 

## Beschrijving
De kas, met een totale oppervlakte van ongeveer 1,5 hectare, bestaat uit drie delen: de Estufa Fria, de Estufa Quente en de Estufa Doce. De Estufa Fria, de koude kas, is de grootste van de drie met ongeveer 8100 vierkante meter en is bedekt met een houten raster die de temperatuur en het licht binnen regelt. In deze kas zijn plantensoorten zoals de Rododendron en Camellia te vinden. De Estufa Quente, de warme kas, beslaat ongeveer 3000 vierkante meter en herbergt tropische soorten zoals de Koffieplant en de Mangifera. In de Estufa Doce bevinden zich meerdere soorten  cactussen en vetplanten zoals Aloë.

## Geschiedenis
De Estufa Fria werd geopend in 1933, het was een project van de Portugese architect Raul Caparinha. De kas werd gebouwd op een gebied dat vroeger werd gebruikt voor de winning van  basalt, dat stopte na de ontdekking van een waterbron op die plaats. In 1975 werden twee nieuwe secties geopend, de Estufa Quente en Estufa Doce.